# قولند
قولند (به لاتین: Qowland) یک منطقهٔ مسکونی در افغانستان است که در ولایت بلخ واقع شده‌است.